# Urząd Dozoru Technicznego

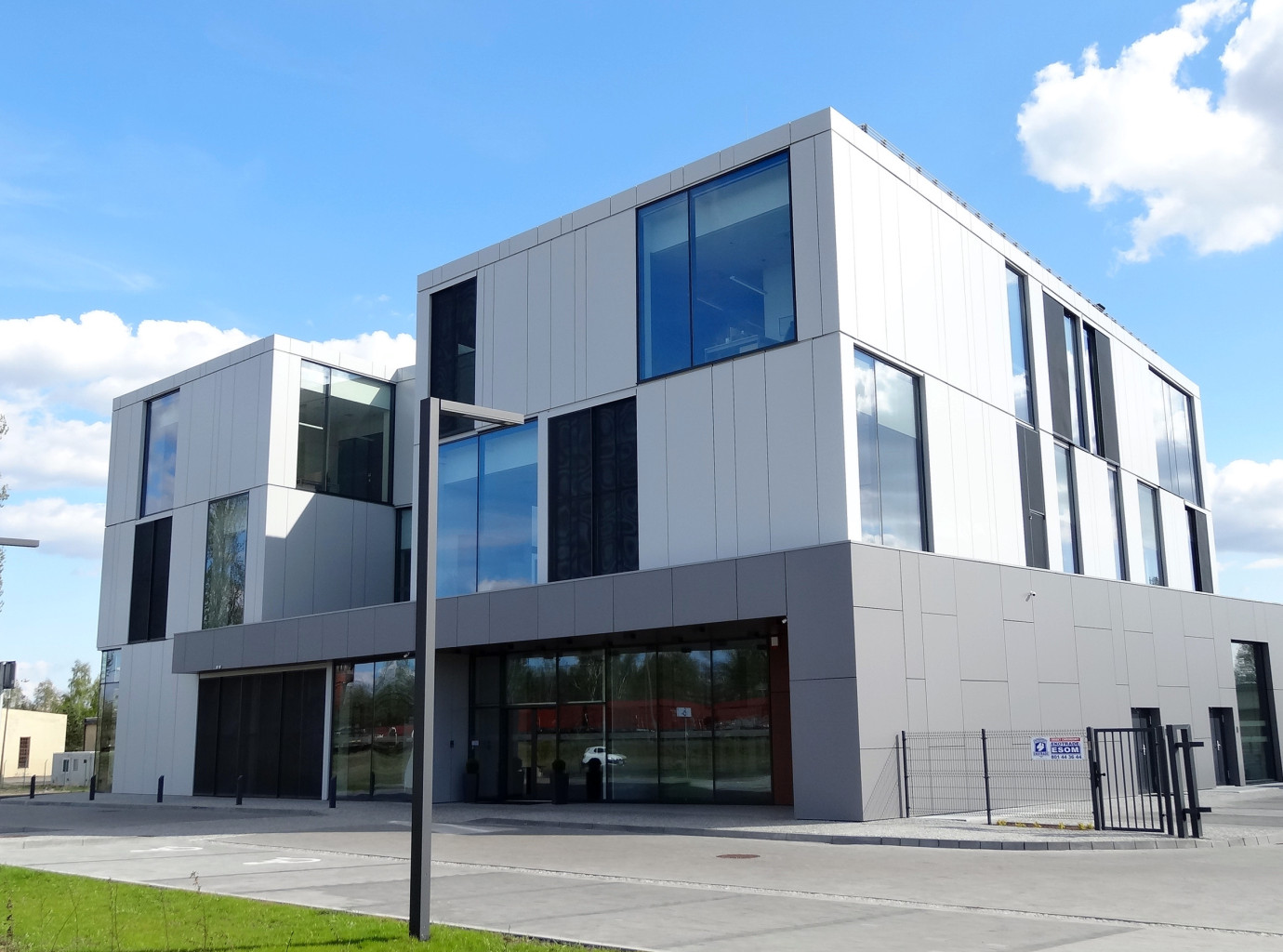
Oddział Urzędu Dozoru Technicznego w Bydgoszczy

Urząd Dozoru Technicznego (UDT) – instytucja państwowa powołana w celu zapewnienia bezpieczeństwa urządzeń i instalacji technicznych podlegających dozorowi technicznemu. Jako jednostka notyfikowana prowadzi działalność certyfikacyjną (UDT-CERT) i szkoleniową (Akademia UDT). Zapleczem badawczo-ekspertyzowym UDT jest Centralne Laboratorium Dozoru Technicznego (CLDT) w Poznaniu. CLDT posiada certyfikaty akredytacji nr AB 001 oraz AP 136 wydane przez Polskie Centrum Akredytacji. Urząd powstał na podstawie dekretu z 26 października 1950 roku. W 1978 Urzędowi nadano statut.

## Zakres działalności UDT
Podstawowy zakres działania UDT określa art. 37 ustawy o dozorze technicznym:
- nadzór i kontrola przestrzegania przepisów o dozorze technicznym, a także przepisów i zasad z zakresu bezpieczeństwa techniki dotyczących urządzeń technicznych,
- wykonywanie dozoru technicznego nad urządzeniami technicznymi w zakresie określonym ustawą,
- wydawanie decyzji w sprawach wynikających z wykonywania dozoru technicznego,
- prowadzenie ewidencji eksploatowanych urządzeń technicznych,
- analizowanie przyczyn i skutków uszkodzeń urządzeń technicznych oraz stała ocena stopnia zagrożenia stwarzanego przez te urządzenia,
- inicjowanie działalności mającej na celu podnoszenie zawodowych kwalifikacji wytwórców oraz użytkowników w zakresie bezpiecznej pracy urządzeń technicznych,
- uzgadnianie programów szkolenia osób obsługujących i konserwujących urządzenia techniczne,
- sprawdzanie kwalifikacji osób wytwarzających, naprawiających, modernizujących, obsługujących i konserwujących urządzenia techniczne oraz osób wykonujących badania nieniszczące,
- certyfikowanie systemów jakości dotyczących urządzeń technicznych.

## Dozór techniczny
Dozorem technicznym są działania określone ustawą o dozorze technicznym zmierzające do zapewnienia bezpiecznego funkcjonowania urządzeń technicznych podlegających dozorowi technicznemu stwarzających zagrożenie poprzez rozprężanie gazów znajdujących się pod ciśnieniem różnym od atmosferycznego, wyzwolenie energii potencjalnej lub kinetycznej przy przemieszczaniu się ludzi i ładunków w ograniczonym zasięgu oraz rozprzestrzenianie się materiałów niebezpiecznych podczas ich magazynowania lub transportu.

## Urządzenia podlegające dozorowi technicznemu
Rodzaje urządzeń podlegających dozorowi technicznemu określa rozporządzenie Rady Ministrów z dnia 7 grudnia 2012 r. w sprawie rodzajów urządzeń technicznych podlegających dozorowi technicznemu (Dz.U. z 2012 r. poz. 1468) wydane na podstawie art. 5 ust. 2 ustawy o dozorze technicznym.
Formy dozoru technicznego, rodzaje, zakres i terminy badań technicznych dla poszczególnych rodzajów urządzeń technicznych określają rozporządzenia ustalające warunki techniczne dozoru technicznego, jakim powinny odpowiadać te urządzenia tj.: urządzenia ciśnieniowe, zbiorniki bezciśnieniowe i niskociśnieniowe przeznaczone do magazynowania materiałów trujących lub żrących, zbiorniki bezciśnieniowe i niskociśnieniowe przeznaczone do magazynowania materiałów ciekłych zapalnych, urządzenia transportu bliskiego, dźwigniki, przenośniki kabinowe i krzesełkowe.

## Lokalizacja i oddziały terenowe
Centrala UDT znajduje się w Warszawie przy ul. Szczęśliwickiej 34.
W skład UDT wchodzi 10 oddziałów terenowych oraz 22 biura, rozmieszczonych na terenie całej Polski.